# Acropora inermis
Acropora inermis е вид корал от семейство Acroporidae.

## Разпространение и местообитание
Този вид е разпространен в Австралия, Американска Самоа, Британска индоокеанска територия, Вануату, Индонезия, Кирибати, Коморски острови, Мавриций, Мадагаскар, Майот, Малайзия, Малки далечни острови на САЩ, Маршалови острови, Микронезия, Мозамбик, Науру, Ниуе, Нова Каледония, Острови Кук, Палау, Папуа Нова Гвинея, Провинции в КНР, Реюнион, Самоа, Сейшели, Сингапур, Соломонови острови, Тайван, Тайланд, Токелау, Тонга, Тувалу, Уолис и Футуна, Фиджи, Филипини, Френска Полинезия, Южна Африка и Япония.
Обитава океани, морета и рифове в райони с тропически климат.

## Описание
Популацията на вида е намаляваща.